# Национальная гвардия Таджикистана
Национальная гвардия Республики Таджикистан (тадж. Гвардияи миллии Ҷумҳурии Тоҷикистон) — один из республиканских органов исполнительной власти Таджикистана, военизированное формирование (гвардия или жандармерия). Подчиняется непосредственно Президенту Республики Таджикистан.

## История
Изначально была образована 4 декабря 1992 года решением Верховного Совета Республики Таджикистан в качестве специального военизированного формирования под названием «Бригада специальных миссий», в составе Министерства внутренних дел Республики Таджикистан. С первых дней своего создания «Бригада специальных миссий» начала принимать участие в боях на стороне правительства в гражданской войне, которая началась в мае 1992 года. «Бригада специальных миссий» акцентировала своё внимание на охране высшего руководства республики, а также принимала активное участие в обратном завоевании у Объединённой таджикской оппозиции города Душанбе и его окрестности. «Бригада специальных миссий» поддерживалась ГРУ России, а в кадрах самой бригады было немало русскоязычных, включая рядовых бойцов. Главные места дислокации бойцов «Бригады специальных миссий» в годы гражданской войны находились в Чкаловске (сейчас Бустон), Калининабаде (сейчас Левакант) и Обигарме. Сама «Бригада специальных миссий» состояла из нескольких бригад и отрядов, самой главной и престижной из которых являлась «Первая бригада», которую в первые годы существования возглавлял полковник Махмуд Худойбердыев. Благодаря эффективным действиям и высокой степени профессионализма, бригада завоевала доверие у Эмомали Рахмонова и его приближённых, и начиная с 1993 года лично Эмомали Рахмонова помимо сотрудников ГРУ России охраняли бойцы «Бригады специальных миссий». 
17 января 1995 года «Бригада специальных миссий Республики Таджикистан» была преобразована в «Президентскую гвардию Республики Таджикистан», и непосредственно подчинён президенту Эмомали Рахмонову, выйдя из подчинения МВД Таджикистана. В дальнейшем «Президентская гвардия Таджикистана» сыграла большую роль в удачных военных действиях правительственных войск и его сторонников против Объединённой таджикской оппозиции. После окончания гражданской войны в июне 1997 года, и в результате многораундных межтаджикских переговоров при посредничестве Российской Федерации, Исламской Республики Иран и Исламского Государства Афганистан, была образована Комиссия по национальному примирению, согласно решениям которой часть представителей Объединённой таджикской оппозиции влились в том числе в состав «Президентской гвардии Республики Таджикистан».
26 января 2004 года Президентская гвардия Республики Таджикистан претерпела кардинальные реформы, и была переименована в Национальную гвардию Республики Таджикистан. Тем не менее, первоначальное название гвардии до сих пор широко распространено в обычной речи таджикистанцев, а также в некоторых СМИ. 